# Robert Santiago
Pour les articles homonymes, voir Santiago (homonymie).
Robert Santiago est un musicien français de tendance latino. Il joue de l'accordéon diatonique.

## Biographie
Musicien professionnel depuis plus de 20 ans, Robert Santiago est accordéoniste, chanteur, multi-instrumentiste. Il a plusieurs centaines de concerts à son actif, est à l'origine de plusieurs groupes musicaux et a accompagné de nombreux artistes. Robert Santiago est également un spécialiste des musiques d’Amérique latine, qu’il étudie, recueille, interprète et arrange depuis de nombreuses années.
La sortie de son album latino El Camaleón en février 2004 a été salué par les critiques dans le milieu des musiques du monde (Trad’ Magazine, Vibrations, Radio Latina). 
Depuis le concert de lancement du CD à La Maroquinerie (mars 2004), le groupe s’est produit plus de 200 fois sur scène, programmé dans divers festivals d’accordéon et de musique du monde, des saisons culturelles, des bars,… en France et à l'étranger. 
Robert Santiago propose une exposition itinérante sur l'histoire de l'accordéon (150 instruments, méthodes et affiches originales, documents anciens, disques,...). Il propose plusieurs animations possibles autour de l'exposition en direction du jeune public ou conférences.

## Discographie
- La Belle Image. Auto Prod. (1998).
- La Belle Image. Un monde en fanfare. Auto Prod. (1999).
- La Belle Image. En vivo. Auto Prod. (2002).
- Robert Santiago & Son Orchestre Typique. Auto Prod. (2000 - 2002 et 2003).
- Robert Santiago & Son Orchestre Typique. El Camaleon. Buda Musique. Mélodie (2004).
- Robert Santiago & Son Orchestre Typique. Panamericana. Buda Musique. Socadisc (2008).

## Participations
- Denécheau Jâse - Musette. A Paris. Ethnic Auvidis. (1995).
- Accordéon, la collection à suivre vol.1. ARB. Musidisc. (1996).
- Paris Musette Vent d'automne. Label La Lichère. Night & Day. (1997).
- Une petite histoire d'accordéon diatonique. ARB. Musidisc. (1998).
- La Compagnie Désau. Buda Musique. (1998).
- Les Primitifs du Futur World musette. Sketch. Harmonia Mundi. (1999).
- Arnaud Méthivier. Auto Prod. (2001).
- Les Sœurs Dalmasso. Cinq Planète. L'Autre Distribution (2004).
- DVD Crumb film de Terry Zwigoff - mk2 (2004) - clip avec Les Primitifs du Futur
- Accordéons d'Hier - Koka Média (2005).
- Les Primitifs du Futur Tribal Musette Universal (2008).